# چرخند سوزان

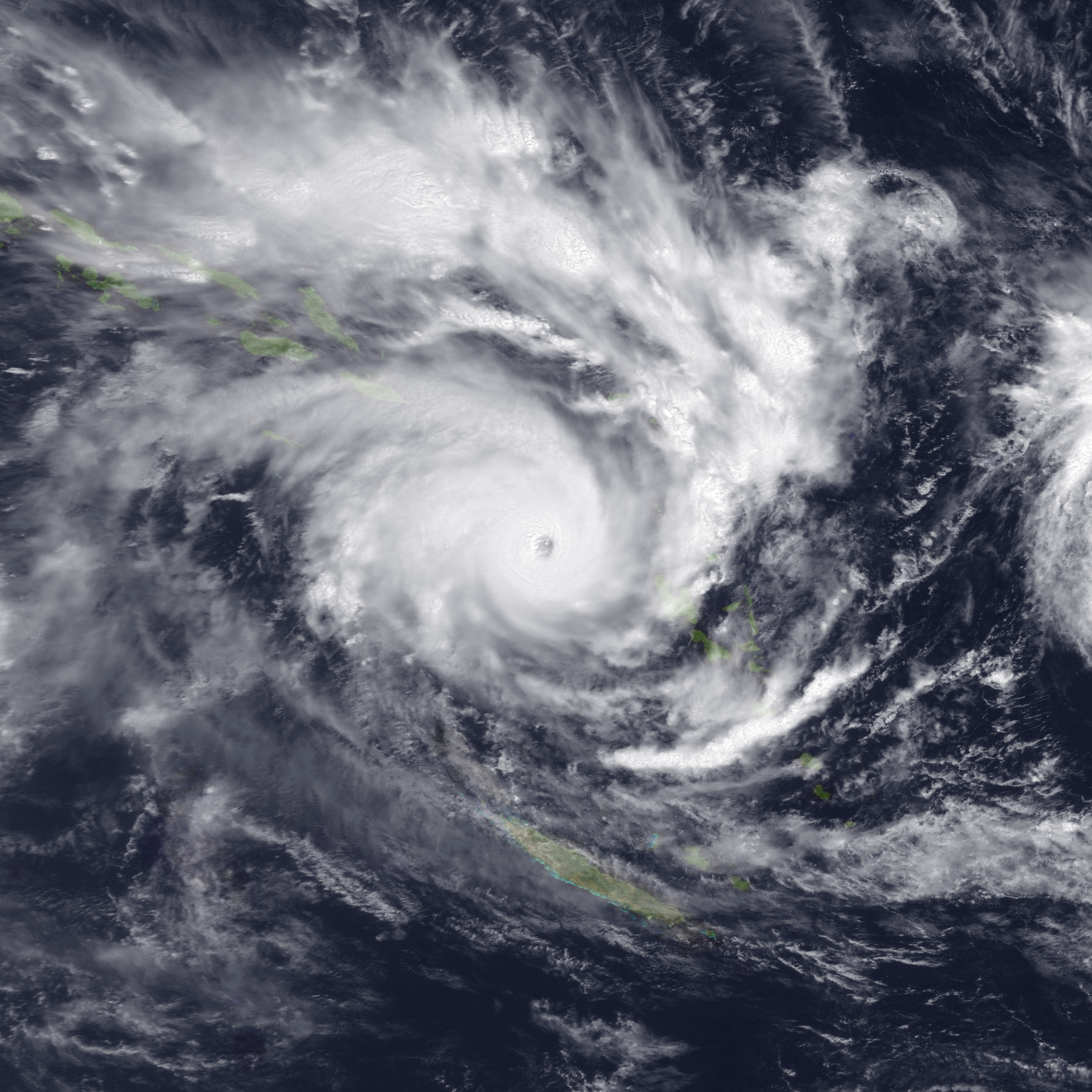
طوفان سوزان زمان شدت اوج در شرق تووالو در ۵ ژانویه ۱۹۹۸

چرخند حارّه‌ای شدید سوزان (به انگلیسی: Severe Tropical Cyclone Susan) یکی از شدیدترین طوفان‌های استوایی ثبت شده در حوضه اقیانوس آرام جنوبی بود. برای اولین بار در تاریخ ۲۰ دسامبر ۱۹۹۷ به عنوان یک جبهه هوای استوایی ضعیف در شمال ساموآ آمریکا مشاهده شد.
در طی ۱۲ روز، این جبهه هوا ضعیف باقی مانده در حالی که به تدریج به سمت جنوب غربی حرکت می‌کرد در نزدیکی تنگه فیجی روتوما واقع شده بود ۲ ژانویه ۱۹۹۸ شروع به گسترش نمود.
این جبهه هوا همان روز به عنوان یک طوفان گرمسیری اعلام شد، اما بعد از شدت یافتن آن به یک گردباد استوایی دسته ۲ در مقیاس استرالیا، تا اینکه در روز بعد نام آن را سوزان گذاشتند.
طی چند روز، سوزان به سمت جنوب غربی حرکت کرد و قبل از رسیدن به نقطه اوج خود به عنوان یک گردباد گرمسیری دسته پنج در طول ۵ ژانویه، در حالی که در حدود ۴۰۰ کیلومتری (شمال غربی) پورت ویلا، پایتخت وانواتو واقع شده بود، به شدت گرفتن ادامه داد.
در این مرحله، هنگامی که طوفان در حال حرکت به سمت جنوب غربی بود، تهدیدی جدی برای وانواتو بود، اما در طی آن روز سوزان دوباره به سمت جنوب شرقی بازگشت و متعاقباً وانواتو نجات یافت و خسارت‌های آن اندک بود سقف یک مرکز تجاری سقوط کرد و یک خانم مسن جان خود را از دست داد.

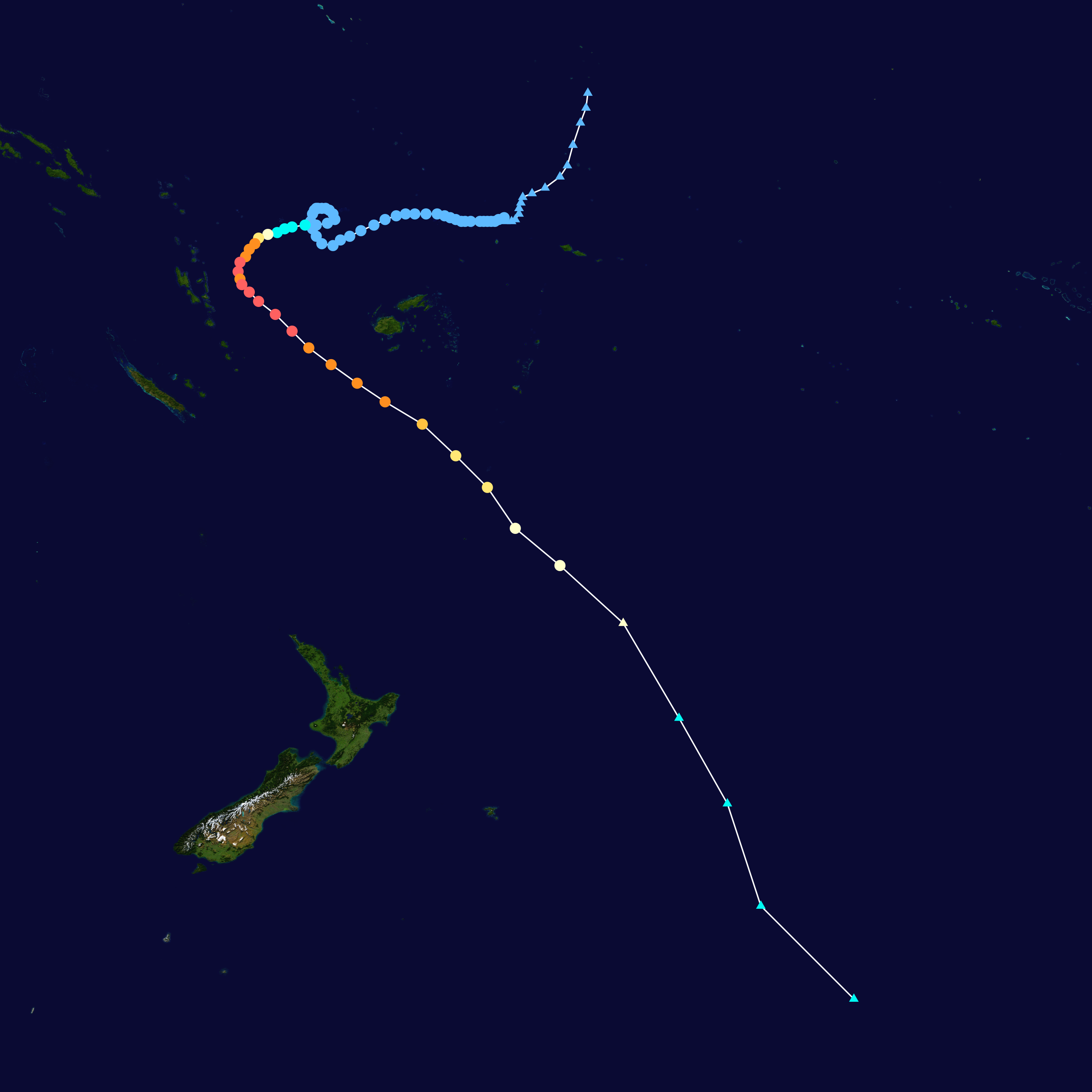
نقشه ای که، مسیر و شدت طوفان را ترسیم می‌کند

سوزان پس از عقب‌گرد از وانواتو، سرعت خود را به سمت جنوب شرقی افزایش داد و در همین حال شروع به ضعیف شدن کرد، این طوفان طی ۷ و ۸ ژانویه از فیجی عبور کرد تا باعث ایجاد وزش باد شدید در جزایر جنوبی و غربی فیجی شود.

## تأثیرات
طوفان سوزان بر جزایر سلیمان، وانواتو و فیجی در ژانویه ۱۹۹۸ تأثیر گذاشت و باعث کشته شدن یک نفر و حداقل ۱۰۰ هزار دلار خسارت شد. به دلیل تأثیر این طوفان، نام سوزان بر روی آن نهادند. بین ۲ تا ۵ ژانویه، این سیستم بر استان‌های جزایر سلیمان تموتو تأثیر گذاشت، در اینجا به چندین باغ آسیب وارد کرد و چندین خانه را ویران کرد.

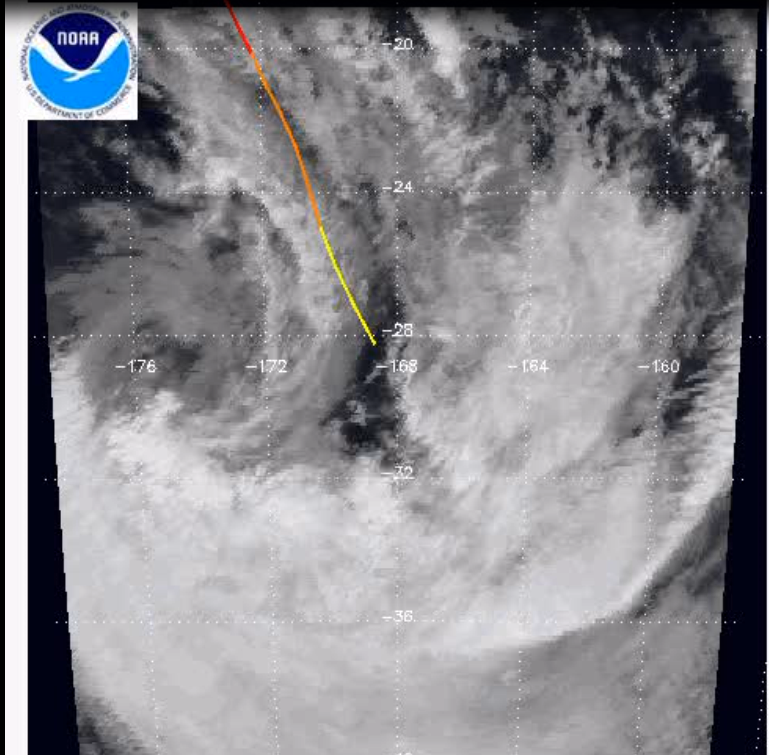
جذب طوفان ران در طوفان سوزان

اواخر ۶ ژانویه، FMS هشدار طوفان استوایی را برای فیجی صادر کرد، در حالی که سوزان در حدود ۶۰۰ کیلومتری (غرب ۳۷۰ مایل) در غرب فیجی قرار داشت. در این هشدار آمده‌است که انتظار می‌رود سوزان طی روز بعد از حدود ۳۰۰ کیلومتری جنوب غربی ویتی لوو عبور کند. آنها همچنین هشدار دادند که این احتمال وجود دارد که طوفان بیشتر به سمت جنوب شرقی و شرقی منحنی شده و نیروی تورمی یا وزش باد شدیدتری را بر فراز فیجی ایجاد کند. در اوایل روز بعد و در اثر شدت وزش باد از شمال به شمال شرق در فیجی، FMS هشدار جدی را برای اخطار به جزایر واتو، کاداوو، ویتی لوو غربی و جنوب غربی و گروه‌های جزیره یاساوا و مامانوکا به روز کرد. این سیستم پس از آن که از فیجی عبور کرد، به برخی از جزایر جنوبی و غربی فیجی از جمله در جزیره اصلی ویتی لوو آسیب جزئی ساحلی وارد کرد. این طوفان همچنین بارندگی‌های شدیدی را به همراه آورد که به کاهش شرایط خشکسالی موجود در فیجی کمک کرد. با این حال، وزش باد شدید، دریای آزاد، طغیان شدید و طوفان باعث تخریب در جزیره بکو و روستایی در جزیره کاداوو شد، که جبهه‌های ساحل، جاده‌ها، اسکله‌ها و پل‌های مجمع الجزایر را تا حدی تخریب کرد.

## جستارها
طوفان گرمسیری الکس